# Heinrich Walter Guggenheimer
Heinrich Walter Guggenheimer (* 21. Juli 1924 in Nürnberg; † 4. März 2021) war ein amerikanischer Mathematiker mit Beiträgen zur Differentialgeometrie, Topologie, algebraischen Geometrie und Konvexgeometrie. Er schrieb auch Bücher über jüdische Sakralliteratur.

## Werdegang
Heinrich Guggenheimer war der Sohn von Marguerite Bloch und Siegfried Guggenheimer. Er besuchte die Primarschule in Nürnberg und die Klassen 1 bis 3 der Jüdischen Realschule Fürth. Nach einem einjährigen Aufenthalt in Florenz besuchte er die Klassen 4 bis 8 des Mathematisch-Naturwissenschaftlichen Gymnasiums in Basel. Nach einem Semester in Basel studierte er an der Abteilung für Mathematik und Physik an der Eidgenössischen Technischen Hochschule in Zürich, an der er 1947 das Diplom als Mathematiker erhielt und im Februar 1950 die Doktorprüfung bei Beno Eckmann ablegte. Der Titel seiner Dissertation war Über komplex-analytische Mannigfaltigkeiten mit Kählerscher Metrik. Sie wurde in Commentarii Mathematici Helvetici:25:257–97 publiziert.
Guggenheimer arbeitete an der Hebräischen Universität von 1954 bis 1956 als Lektor. Von 1956 bis 1959 war er Professor an der Bar-Ilan-Universität. Im Jahre 1959 immigrierte er in die Vereinigten Staaten, wo er 1965 die Staatsbürgerschaft erhielt. An der Washington State University bekam er seine erste Stelle in den USA als assoziierter Professor. Nach einem Jahr übersiedelte er an die University of Minnesota, an der 1962 zum Professor ernannt wurde. In Minnesota schrieb er Differential Geometry (1963).
Guggenheimer publizierte 1967 Plane Geometry and its Groups (Holden Day) und übersiedelte nach New York City, um an der Polytechnic University, jetzt New York University Tandon School of Engineering, zu lehren. 1977 veröffentlichte er Applicable Geometry: Global and Local Convexity. Bis 1995 veröffentlichte Guggenheimer zahlreiche Arbeiten in mathematischen Journalen. Er betreute die Dissertationen von sechs Studenten, davon zwei in Minnesota und vier in New York.
Guggenheimer machte auch Beiträge zur Literatur über das Judentum. 1966 schrieb er "Logical problems in Jewish tradition". Im darauf folgenden Jahr veröffentlichte er "Magic and Dialectic" in Diogenes (15:80–6). Guggenheimer veröffentlichte 1995 sein The Scholar’s Haggadah. Von 2000 bis 2015 veröffentlichte er siebzehn Bände einer Edition zum Jerusalemer Talmud.

## Familie
Am 6. Juni 1947 heirateten Heinrich Guggenheimer und Eva Auguste Horowitz. Gemeinsam schrieben sie Jewish Family Names and their Origins: an Etymological Dictionary (1992). Sie haben zwei Söhne, Michael und Tobias I. S., und zwei Töchter, Esther Furman and Hanna Y. Guggenheimer.